# Патара-Дарбази
Патара-Дарбази (груз. პატარა დარბაზი, азерб. Bala Darvaz) — село Болнисского муниципалитета, края Квемо-Картли республики Грузия со 100 %-ным азербайджанским населением. Находится в юго-восточной части Грузии, на территории исторической области Борчалы. 

## История
В 1990 - 1991 годах, в результате изменения руководством Грузии исторических топонимов населённых пунктов этнических меньшинств в регионе, название села Бала Дарваз («азерб. Bala Darvaz») было изменено на его нынешнее название - Патара-Дарбази.

## География
Граничит с селами Талавери, Самцевриси, Поладаури, Шуа-Болниси, Болниси и Квемо-Болниси Болнисского Муниципалитета, а также Церакви, Сиони, Опрети и Кудро Марнеульского муниципалитета.

## Население
По данным Государственного статистического комитета Грузии, согласно официальной переписи 2002 года, численность населения села Патара-Дарбази составляет 40 человек и на 100 % состоит из азербайджанцев.

## Экономика
Население в основном занимается овцеводством, скотоводством и овощеводством.

## Достопримечательности
- Средняя школа